# Torre amb matacà
La Torre amb matacà és un edifici de Granera (Moianès) declarat Bé Cultural d'Interès Nacional.

## Descripció
Es tracta d'una masia unida a una de les cases del Raval de Baix, un grupet de cases disseminades que formen un petit carrer. Totes elles, d'obra de pedres irregulars i fang, presenten elements reutilitzats, com llindes. Algunes estan reconstruïdes o d'una sola casa se n'han fet diferents parts. El carrer que formen es diu Raval.
Aquesta masia està formada per diferents cossos units en un mateix eix lineal. La teulada és a dues vessants i les obertures són petites i allanadades excepte en un dels seus costats curts on s'obre un galeria amb dos grans arcs de mig punt adovellats. En un costat s'aixeca una torre quadrada amb un matacà, de construcció recent (dècada de 1980) sobre un antic cup.

## Història
Segons informació de l'Ajuntament i la persona que va construir la torre, fou bastida durant la dècada de 1980 sobre un cup.